# NGC 619
NGC 619 في الفهرس العام الجديد، هي مجرة، تقع في كوكبة معمل النحات. اكتشفت في 30 نوفمبر 1837 بواسطة جون هيرشل.

## روابط خارجية
- NGC 619 على موقع ويكي سكاي: DSS2, SDSS, GALEX, IRAS, Hydrogen α, X-Ray, Astrophoto, Sky Map, Articles and images